# Kel-Tec P-11
Bei der Kel-Tec P-11 handelt es sich um eine Subkompaktpistole im Kaliber 9 × 19 mm. Bei Produktionsstart wurde sie von der Fachpresse als „kleinste und leichteste 9x19-Pistole der Welt“ bezeichnet.
Zielgruppe für die Waffe sind Polizisten in zivil, Waffenscheininhaber und Soldaten. Die Waffe ist für das verdeckte Tragen bzw. als Zweitwaffe gedacht.
Die Waffe besteht aus 6 Baugruppen: Lauf, Schlitten, Rahmen, Abzugsmechanismus, Griffstück und Magazin. Insgesamt handelt es sich um 34 Einzelteile (ohne Magazin).
Der Lauf mit offener Steuerkulisse besteht aus SAE-4140-Stahl und wird auf 47 HRC gehärtet. Der Schlitten besteht aus dem gleichen Material und beherbergt Schlagbolzen und Auszieher. Die Waffe verriegelt nach dem modifizierten Browning-System. Der im Rücklauf abkippende Lauf verriegelt also im Auswurffenster. Für eine bessere Zentrierung des Laufes im Schlitten befindet sich an der Mündung ein Wulst.
Der Rahmen besteht aus 7075-T6-Aluminium und beherbergt die Abzugsgruppe. Dabei wird der Abzug über eine Stange mit dem Hammer verbunden. Wird dieser freigegeben, überträgt er die Energie einer „frei schwebenden“ Feder auf den Schlagbolzen. Die Waffe ist als Double-Action-Only ausgelegt. Es ist also bei jedem Schuss ein gleich hoher Abzugswiderstand von ca. 4.000 g zu überwinden. Aus diesem Grund wird auf eine manuelle Sicherung oder einen Entspannhebel verzichtet.
Das Griffstück mit Abzugsbügel und Magazinaufnahme ist aus DuPont-Polymer vom Typ ST-8018 (bei Produktionsbeginn wohl noch ST-800) gefertigt. Es ist in schwarz und oliv erhältlich. In Höhe des Abzugsbügels befindet sich der Magazinhalteknopf.
Für die Waffe werden u. a. folgende Zubehörteile angeboten: Ein an der Waffe zu befestigender Gürtel-Clip (es ist kein Holster mehr notwendig), eine Griffvergrößerung, Magazinverlängerungen, ein vergrößerter Abzugsschuh, verschiedene Visierungen
Magazine sind 9, 10 bzw. 12-schüssig erhältlich. Da die Waffe u. a. als „back-up“, also Zweitwaffe, gedacht ist, können auch 15-Schuss-Magazine für Pistolen der Serie 59 von Smith & Wesson verwendet werden.
Auf eine praxisnahe Distanz von 15 m wurden von einer Fachzeitschrift mit verschiedenen Munitionssorten 5-Schuss-Gruppen zwischen 45 mm und 80 mm ermittelt.